# Chalkantit
Chalkantit (Kobell, 1853), chemický vzorec CuSO4.5 H2O, je trojklonný minerál. Název pochází z řeckých slov chalkos – měď a anthos – květ. Starší český název je modrá skalice, který se dodnes používá pro syntetický produkt. Podle platného chemického názvosloví se chalkantit nazývá pentahydrát síranu měďnatého.

## Původ
Druhotný minerál, který vzniká oxidací měděných rud, nejčastěji v pouštních (aridních) oblastech – Rio Tinto ve Španělsku; Chiquicamata v Chile; ložiska Bisbee, Morenci a další v Arizoně, USA. Krátkodobě může vznikat jako výkvěty v důlních chodbách (Zlaté Hory, Špania Dolina) anebo na haldách (Chvaletice).

## Morfologie
Obvykle celistvý s hroznovitým a ledvinitým povrchem, může tvořit také krápníčky, kůry a nálety. Krystaly jsou tabulkovité, krátce prizmatické a vyskytují se vzácně.
Pěkné krystaly a drúzy v nabídce obchodníků s minerály jsou obvykle syntetické vzorky!

## Vlastnosti
- Fyzikální vlastnosti: Tvrdost 2,5 (lze rýpat nehtem), hustota 2,2 g/cm³, štěpnost nedokonalá podle {110} a {110}, lom lasturnatý.
- Optické vlastnosti: Barva: modrá, lesk skelný, průhlednost: průhledný, vryp bílý.
- Chemické vlastnosti: Složení: Cu 25,45 %, S 12,84 %, O 57,67 %, H 4,04 %, příměsi Fe, Mg, Co. Ve vodě se rozpouští. Na vzduchu ztrácí vodu a povrch se rozpadá na zelenobílé práškové agregáty. Je toxický! Dlouhodobé uchování chalkantitu jako sbírkového vzorku vyžaduje speciální konzervaci a uskladnění bez přístupu vlhkosti a vzduchu.

## Podobné minerály
- kröhnkit
- lirokonit

## Naleziště
Řídký výskyt.
- Česko – Horní Slavkov, Jáchymov, Zlaté Hory
- Slovensko – Špania Dolina, Banská Štiavnica
- Německo – Rammelsberg, Goslar
- Anglie – Cornwall
- Španělsko – Rio Tinto
- Chile – Chuiquicamata